# Milesinaceae
De Milesinaceae zijn een familie van schimmels, die behoren tot de orde Pucciniales. Het typegeslacht is Milesina.

## Genera
Het bevat de volgende vier geslachten:
- Milesia
- Milesina
- Naohidemyces
- Uredinopsis